# Herrschaft Beeskow

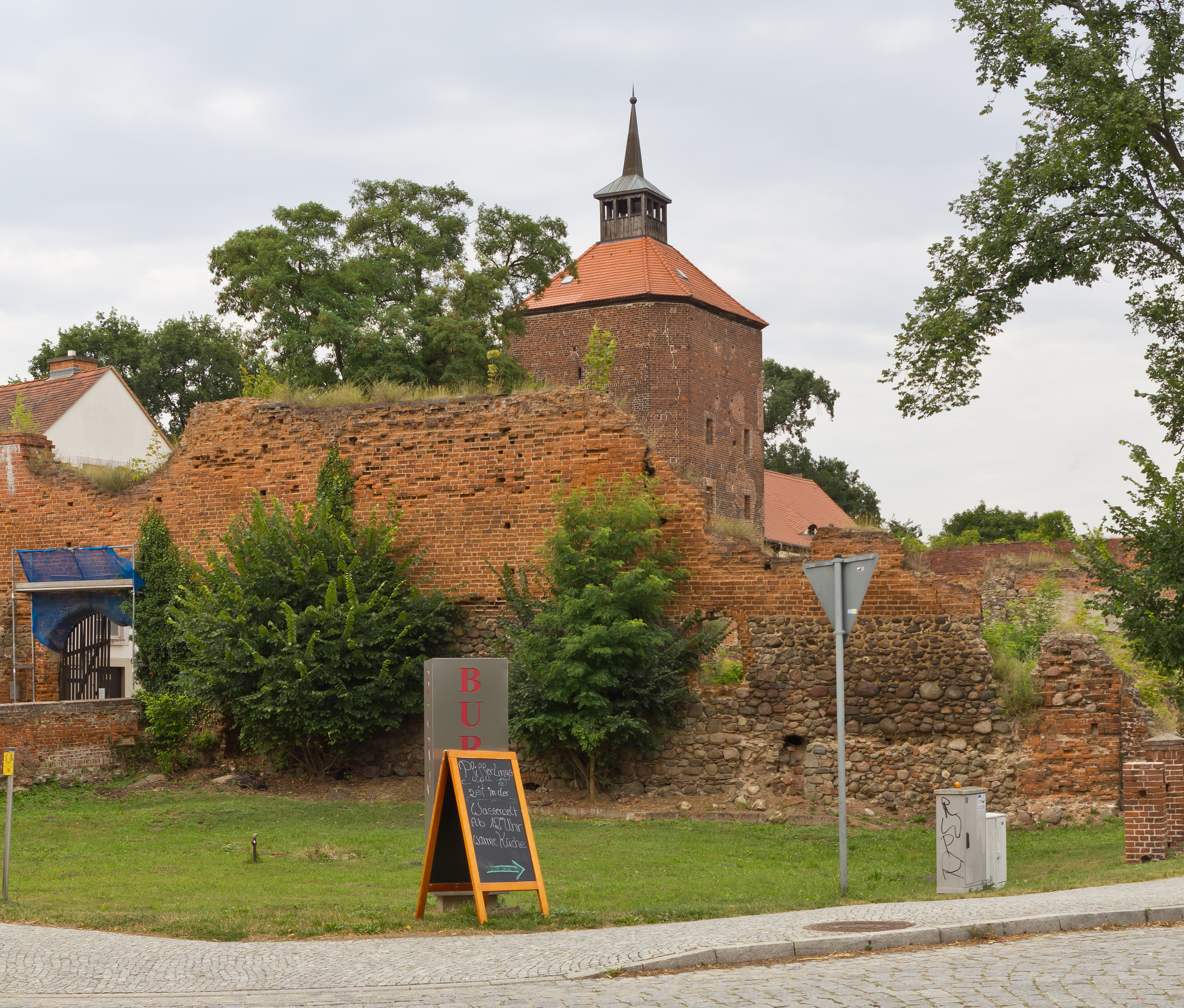
Die Burg Beeskow, Zentrum der ehemaligen Herrschaft Beeskow, und späterer Sitz des Amtes Beeskow

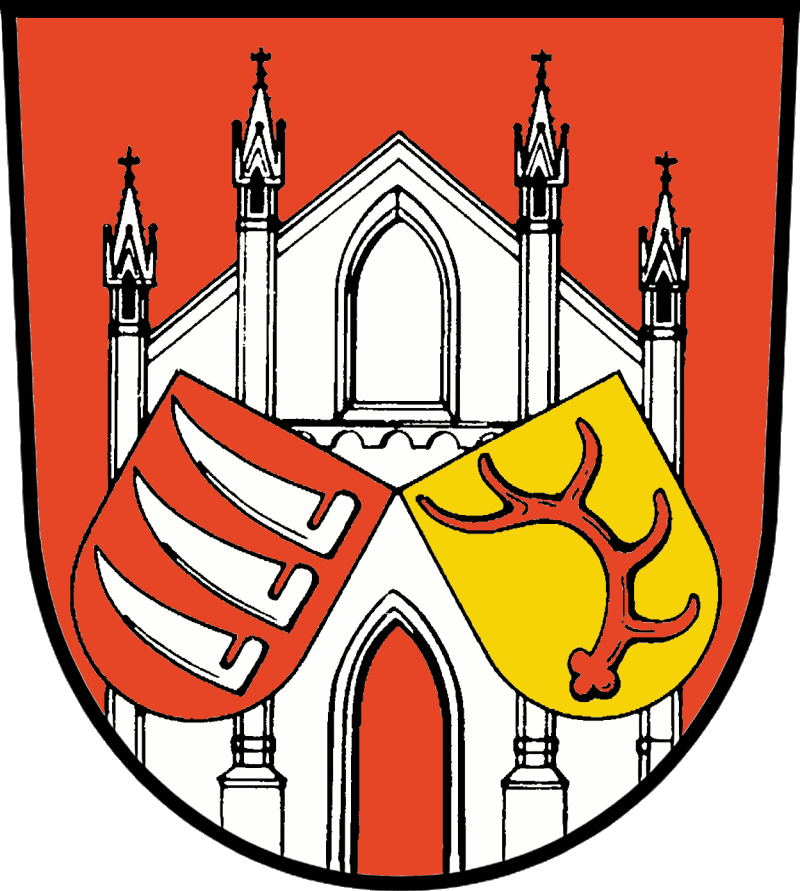
Wappen der Stadt Beeskow. Links die drei Sensen der Herren von Strele, rechts das rote, fünfendige Hirschhorn der Herren von Bieberstein

Die Herrschaft Beeskow war eine ursprünglich zur Niederlausitz (bzw. genauer Markgrafschaft Lausitz) gehörende Adelsherrschaft um die Stadt Beeskow, die 1272 erstmals urkundlich fassbar wird. Die Herrschaft wurde 1518 zusammen mit der westlich anschließenden Herrschaft Storkow (um Storkow) von dem in Geldnöten steckenden Adelsgeschlecht der Biebersteiner an den Bischof von Lebus verpfändet. Die hochverschuldeten Biebersteiner konnten das Pfand aber nicht mehr auslösen. Nach deren Aussterben 1551 fiel das Lehen nominell an die böhmische Krone. 1555/56 wurde das Pfand weitergereicht an den brandenburgischen Markgrafen Johann von Küstrin, der die Herrschaft bis zu seinem Tod 1571 innehatte. Gegen hohe Geldzahlungen an den böhmischen König und deutschen Kaiser Ferdinand I. wurde die Pfandherrschaft zunächst verlängert. Erst 1575 erlangte der brandenburgische Kurfürst Johann Georg die erbliche Belehnung; die Herrschaft Beeskow (und die damit verbundene Herrschaft Storkow) war nun faktisch ein Teil der Kurmark geworden. Nominell blieb die böhmische Oberlehensherrschaft aber bis 1742 bestehen. Aus den beiden Herrschaften bildete sich im Verlauf des 18. Jahrhunderts der Beeskow-Storkowische Kreis heraus, der 1815 aufgelöst, 1836 jedoch wiederhergestellt wurde und bis 1950 Bestand hatte. Das Gebiet der ehemaligen Herrschaft Beeskow gehört heute zum Landkreis Oder-Spree (Brandenburg).

## Grenzen
Die Westgrenze (= Grenze zur Herrschaft Storkow) verläuft von Fürstenwalde/Spree über die Seenkette Petersdorfer See, Scharmützelsee, Großer Glubigsee, Springsee, Melangsee, Grubensee und Godnasee nach Alt-Schadow weiter nach Südosten nach Plattkow, und der Spree entlang (Werder, Kossenblatt, Briesen, Rocher, Trebatsch und Sawall). Von Sawall entlang der Spree nach Norden durch den Schwielochsee, Glower See und Leißnitzsee bis Kummerow. Weiter unter Einschluss der Gemarkungen von Kummerow, Krügersdorf, Schneeberg, Merz, Ragow und Neuhaus wieder zur Spree.
Ursprünglich könnte auch die Herrschaft Friedland und vielleicht auch die Herrschaft Lieberose zur Herrschaft Beeskow gehört haben. Die Herrschaft Friedland gehörte um 1300 den v. Strehla. Ob die Stadt Lieberose in ihrer Frühzeit einmal den Herren von Strele oder Strehla gehörte, weil das Wappen von Lieberose eine Sense enthält, das Wappen der Herren von Strele zeigt drei waagrechte silberne Sensenklingen auf rotem Grund, ist urkundlich aber nicht belegt. Ein weiterer Hinweis ist, dass Lieberose und auch Friedland im Mittelalter zur Propstei in Beeskow gehörten. Die „natürliche“ Ostgrenze verläuft über das Schlaubetal nach Süden bis Reicherskreuz/Henzendorf und von dort nach Westen zum Schwansee über Trebitz nach Möllen und Niewisch.

### Zugehörige Orte
Der Umfang der Herrschaft Beeskow wird allerdings erst in späterer Zeit deutlich. Das Historische Ortslexikon fixiert sozusagen die Grenzen der Herrschaft Beeskow, wie sie ca. Mitte/Ende des 16. Jahrhunderts bestanden, als die Herrschaft an die Kurmark überging.
- Ahrensdorf (heute Ortsteil der Gem. Rietz-Neuendorf)
- Alt Golm (heute Ortsteil der Gem. Rietz-Neuendorf)
- Bahrensdorf (heute ein Wohnplatz der Stadt Beeskow)
- Behrensdorf (heute ein Ortsteil der Gem. Rietz-Neuendorf)
- Birkholz (heute ein Ortsteil der Gem. Rietz-Neuendorf)
- Bornow (heute ein Ortsteil der Stadt Beeskow)
- Briescht (heute ein Ortsteil der Gem. Tauche)
- Buckow (heute ein Ortsteil der Gem. Rietz-Neuendorf)
- Diensdorf (heute ein Ortsteil der Gem. Diensdorf-Radlow)
- Drahendorf (heute ein Ortsteil der Gem. Rietz-Neuendorf)
- Falkenberg (heute ein Ortsteil der Gem. Tauche)
- Giesensdorf (heute ein Ortsteil der Gem. Tauche)
- Glienicke (heute ein Ortsteil der Gem. Rietz-Neuendorf)
- Glowe (heute Wohnplatz der Stadt Friedland (Niederlausitz))
- Görsdorf (heute ein Ortsteil der Gem. Tauche)
- Görzig (Ortsteil der Gem. Rietz-Neuendorf)
- Groß Briesen (Exklave; heute Ortsteil der Stadt Friedland (Niederlausitz))
- Groß Rietz (heute ein Ortsteil der Gem. Rietz-Neuendorf)
- Hartensdorf (heute ein Gemeindeteil der Gem. Rietz-Neuendorf)
- Herzberg (heute ein Ortsteil der Gem. Rietz-Neuendorf)
- (Ketschendorf) (heute Fürstenwalde-Süd, Ortsteil der Stadt Fürstenwalde)
- Klein Rietz (heute ein Wohnplatz der Gem. Rietz-Neuendorf)
- Kohlsdorf (Ortsteil der Stadt Beeskow)
- Kossenblatt (Ortsteil der Gem. Tauche)
- Kummerow (Ortsteil der Stadt Friedland)
- Krügersdorf (Ortsteil der Stadt Beeskow)
- Kunersdorf (heute ein Ortsteil der Gem. Rietz-Neuendorf)
- Lamitsch (heute ein Ortsteil der Gem. Rietz-Neuendorf)
- Langewahl
- Limsdorf (Ortsteil der Stadt Storkow (Mark))
- Lindenberg (Ortsteil der Gem. Tauche)
- Merz (Ortsteil der Gem. Ragow-Merz)
- Möllendorf (Gemeindeteil der Stadt Storkow (Mark))
- Neuendorf (Ortsteil der Stadt Beeskow)
- Neu Golm (Ortsteil der Gem. Bad Saarow)
- Oegeln (Ortsteil der Stadt Beeskow)
- Pfaffendorf (Gemeindeteil von Rietz-Neuendorf)
- Pieskow (Wohnplatz der Gem. Bad Saarow)
- Premsdorf (Gemeindeteil der Gem. Tauche)
- Radinkendorf (Ortsteil der Stadt Beeskow)
- Radlow (heute ein Ortsteil der Gem. Diensdorf-Radlow)
- Ragow (Ortsteil der Gem. Ragow-Merz)
- Ranzig (Ortsteil der Gem. Tauche)
- Rietz-Neuendorf (Gemeinde und ein Wohnplatz in der gleichnamigen Gemeinde)
- Rocher (Wohnplatz in der Gem. Tauche)
- Sabrodt (Wohnplatz in der Gem. Tauche)
- Sauen (Ortsteil der Gem. Rietz-Neuendorf)
- Sawall (Wohnplatz in der Gem. Tauche)
- Schneeberg (einen Ortsteil der Stadt Beeskow)
- Schwenow (Gemeindeteil von Storkow (Mark) am Schwenowsee)
- Streitberg (Wohnplatz in der Gem. Langewahl)
- Stremmen (Ortsteil der Gem. Tauche)
- Tauche
- Trebatsch (Ortsteil der Gem. Tauche)
- Werder (Ortsteil der Gem. Tauche)
- Wilmersdorf (Gemeindeteil von Rietz-Neuendorf)
- Wulfersdorf (Ortsteil der Gem. Tauche)

## Geschichte
Beeskow wird 1272 vergleichsweise spät erstmals urkundlich genannt (vgl. Storkow: Erstnennung 1209). Damals gab es die städtische Siedlung auf dem linken Spreeufer bereits. 1318 wird dann auch die im nördlichen Teil einer Spreeinsel, gegenüber der Stadt gelegene Burg erstmals genannt, auf der damals die Herren von Strehla saßen. Auf dem südlichen Teil der Burginsel entwickelte sich eine Kietzsiedlung.
Bereits zu slawischer Zeit bestand die auf der Spreeinsel liegende Burg; sie deckte hier einen Spreeübergang der damals schon wichtigen Fernhandels- und Heerstraße von Leipzig nach Frankfurt (Oder). Die Burg wurde unter deutscher Herrschaft vermutlich Anfang des 13. Jahrhunderts ausgebaut bzw. neu gebaut. Auf annähernd quadratischem Grundriss entstand eine neue Befestigung, die anscheinend im 15. Jahrhundert verfiel. 1519 bis 1524 wurde sie durch den damaligen Pfandinhaber der Herrschaft Beeskow den Lebuser Bischof Dietrich v. Bülow zu einem repräsentativen Renaissanceschloss umgebaut.

### Die Herrschaft Beeskow als Teil der Markgrafschaft Lausitz
Der Umfang der Herrschaft Beeskow lässt sich erst in späterer Zeit festmachen. Sie war aber damals fester Bestandteil der Mark Lausitz, auch Markgrafschaft Lausitz genannt, ein Gebiet, das erst wesentlich später (ab etwa 15. Jahrhundert) Niederlausitz genannt wurde.
Im 13. Jahrhundert wurde die Mark Lausitz vom Hause Wettin verwaltet. 1303/4 verkaufte Markgraf Dietrich IV. die Markgrafschaft Lausitz an die Markgrafen von Brandenburg. Nach dem Tode von Waldemar dem Großen (1319) und dem letzten brandenburgischen Askanier Heinrich II. „das Kind“ (1320), gelang es dem sächsischen Kurfürsten Rudolf I. von Sachsen-Wittenberg sich großer Teile der Mark Brandenburg und auch der Mark Lausitz zu bemächtigen. Markgraf von Brandenburg wurde aber nicht Rudolf I. (als Askanier der sächsischen Linie), sondern 1323 der kindliche Wittelsbacher Ludwig („der Brandenburger“). 1328 verpfändete Ludwig jedoch die gesamte Mark Lausitz an Rudolf. Sie wurde 1339 wieder eingelöst. 1353 wurde die Mark Lausitz erneut verpfändet, diesmal an die meißnischen Markgrafen aus dem Geschlecht der Wettiner. 1363/4 löste Kaiser Karl IV. die Mark Lausitz aus, verpfändete sie aber sofort wieder an Bolko II. von Schweidnitz. 1367 verkaufte der brandenburgische Markgraf Otto V. („der Faule“) die Mark Lausitz an König Wenzel von Böhmen. Die Pfandherrschaft des Bolko blieb zunächst davon unberührt. 1367 schließlich machte Kaiser Karl IV. die Mark Lausitz zu einem Teil des böhmischen Königreiches. Die Herrschaft Beeskow blieb daher bis 1742 formell ein Lehen der böhmischen Krone.

### Frühzeit bis 13. Jahrhundert
Aus der Frühzeit der Herrschaft Beeskow ist nur wenig bekannt. Zwar wird vermutet, dass die bereits genannten Herren v. Strehla schon zu Beginn des 13. Jahrhunderts die Burg (und Herrschaft) besaßen, urkundlich gesichert ist das nicht. In einer auf den November 1272 datierten Urkunde schenkten Bernhard und Reinhard v. Strehla der Stadt und den Bürgern von Beeskow eine Spreeinsel und das umliegende Land. Diese Schenkung belegt, dass sie die Herren der Burg, der Stadt und des Umlandes waren. Es wäre daher möglich, dass sie auch die Gründer der Stadt waren, da sie auf ihrem Grund und Boden lag und zur Burg Beeskow gehörte.

### Beeskow unter den Herren von Bieberstein im Streit mit den Herzögen von Pommern-Stettin 1394 bis 1462
1394 verkaufte Johann von Bieberstein die Herrschaft Beeskow für 16.000 Schock Groschen an Herzog Swantibor III. von Pommern-Stettin. An diesen Verkauf waren eine ganze Reihe von Bedingungen geknüpft, die letztendlich in einen fast 90 Jahre dauernden Streit zwischen den Biebersteinern und den Herzögen von Pommern-Stettin mündete, und in dessen Folge 1428 15 Dörfer und weitere namentlich nicht genannte Güter in der Herrschaft Beeskow durch den damaligen Pommernherzog Kasimir niedergebrannt wurden. In dem Vertrag war festgelegt, dass sich die Kaufsumme auf 19.000 Schock Groschen erhöhen könnte, wenn die Vermögenswerte genauer festgestellt worden sind. Johann III. von Bieberstein befreite seine Mannen und Städte von der Huldigung und verwies sie zur erneuten Huldigung an Herzog Swantibor. Die Herrschaft sollte bis zur Bezahlung der vollen Kaufsumme an Vertrauensleute beider Seiten übergeben werden. Johann und Swantibor wollten gemeinsam nach Prag reisen, um die Zustimmung von Johann von Görlitz und des böhmischen Königs Wenzels zu bekommen. Im Fall der Zustimmung sollte Swantibor die volle Summe bezahlen. Sollte König Wenzel die Lehensübertragung nicht genehmigen, sollte die Huldigung der Mannen und Städte für Herzog Swantibor nichtig sein, und Johann III. von Bieberstein im Besitz der Herrschaft bleiben.
Am 23. Januar 1394 bestätigte Herzog Swantibor der Stadt Beeskow ihre Rechte, er erhielt wohl auch um diese Zeit die Huldigung der Stadt. Er bezeichnete sich in der Folge in mehreren Urkunden als „Herr zu Beeskow“. Allerdings konnte er offensichtlich die Zahlungsfrist von einem Jahr nicht einhalten. Auch die königliche Bestätigung blieb aus, zumindest gibt es keine Urkunde darüber, aus welchen Gründen auch immer ist unbekannt. Das Ergebnis war, dass Herzog Swantibor dem Johann III. von Bieberstein 16.000 Schock Groschen geliehen hatte, im Grunde ohne Sicherheit in Form eines Pfandes, denn Johann III. v. Bieberstein blieb im Besitz der Herrschaft Beeskow. Der hochverschuldete Johann konnte die geliehene Summe natürlich auch nicht zurückbezahlen, sodass die Schuldsumme durch Zinsen immer weiter anstieg.
Am 1. Juni 1396 bestätigte König Wenzel dem Johann III. von Bieberstein alle Herrschaften, Lande und Leute, die ihm von seinen Eltern zugefallen waren oder später gekauft worden waren. In einer Urkunde vom 1. Mai 1397 bezeichnete der Rat der Stadt Beeskow den Johann Bieberstein als ihren gnädigen Herrn, d. h., dass die Erbhuldigung der Mannen der Herrschaft und der Stadt gegenüber Herzog Swantibor nichtig geworden war. Spätere Urkunden zeigen jedoch, dass Herzog Swantibor die Stadt Beeskow nicht aus der Erbhuldigung entlassen hatte, denn 1425 nach dem Tod des Johann III. verweigerten sie dem Nachfolger Johann IV. die Erbhuldigung mit ebendieser Begründung. 1404 gestattete Herzog Swantibor der Stadt Beeskow, das von den Biebersteinern verpfändete Stadtgericht loszukaufen. In dieser Urkunde zeigt die Formulierung „... wen wir adir unser Erben czu den Landen [i.e. Herrschaft Beeskow] kommen ...“, dass er noch damit rechnete, die Herrschaft Beeskow übernehmen zu können. Dazu kam es nicht mehr, er starb am 21. Juni 1413. Seine Erben gaben die Ansprüche auf die Herrschaft Beeskow jedoch nicht auf. Johann III. von Bieberstein setzte noch zu Lebzeiten einen Erbteilungsvertrag auf, wie sein Besitz unter seine drei Söhne auf zu teilen sei. Dabei erhielt der jüngste Sohn Johann IV. die Herrschaften Beeskow und Storkow. In dieser Erbteilung wurde vertraglich vereinbart, dass die drei Söhne die Schulden des Vaters gemeinsam zu gleichen Teilen übernehmen und tilgen sollten, auch wenn die pommerschen Herzöge sich wegen Beeskow und Storkow nur an den Johann IV. halten sollten. Sie verpflichteten sich auch zu militärischen Schutz, wenn dieser angegriffen werden sollte. Außerdem wollten sie evtl. Schäden, die dieser erleiden sollte, gemeinsam und zu gleichen Teilen zu tragen. Am 3. Februar 1424 starb Johann III. von Bieberstein und am 11. Oktober 1424 erhielten seine drei Söhne die Gesamtbelehnung von König Sigismund. Als Johann IV. von Bieberstein 1425 die Herrschaft förmlich in Besitz nahm und die Erbhuldigung von der Stadt Beeskow forderte, weigerte sich Bürgerschaft und Rat die Erbhuldigung zu leisten mit der Begründung, dass sie von den pommerschen Herzögen noch nicht aus der Huldigung entlassen worden wären. Ob das nur ein Vorwand war, um aus der unsicheren Rechtslage Zugeständnisse vom neuen Herrn zu erlangen, oder ob Rat und Bürgerschaft von Beeskow Vergeltung seitens der pommerschen Herzöge befürchteten, sei dahingestellt. Es würde zudem voraussetzen, dass sie den Söhnen des Swantibor Otto II. und Kasimir V. nach dem Tod des Vaters Erbhuldigung geleistet hätten, was urkundlich nicht belegt ist. Wie dem auch sei, Johann IV. von Bieberstein erzwang die Erbhuldigung von Rat und Bürgerschaft am 8. August 1425 durch einen militärischen Überfall auf die Stadt. In diesem Jahr waren die Herzöge von Pommern-Stettin in einen Krieg mit dem brandenburgischen Kurfürsten Friedrich I. verwickelt; den Krieg führte aber im Wesentlichen dessen Sohn Johann. Die Pommernherzöge konnten daher in Beeskow nicht eingreifen. Nach wechselnden Erfolgen im pommerisch-brandenburgischen Krieg erfolgte der Friedensschluss 1427 in Eberswalde. Nun erst folgte die Antwort der Pommernherzöge.
Im September 1428 fiel der Herzog von Pommern-Stettin Kasimir V. in die Herrschaft Beeskow ein und ließ am 28. September 1428 die Orte Neuendorf, Birkholz, Groß Rietz, Klein Rietz, Buckow, Pfaffendorf, Hartmannsdorf, Görzig und einer Reihe anderer Güter abbrennen. Am 3. Oktober 1428 wurden die Orte Bornow, Kohlsdorf, Tauche, Ahrensdorf, Glienicke, Lindenberg und Herzberg verbrannt. Es fällt doch auf, dass alle Orte in der Herrschaft Beeskow lagen, der Streit als doch wohl nur um die Herrschaft Beeskow ging. 1429 versuchte Markgraf Johann von Brandenburg zwischen den beiden Parteien zu vermitteln. Das Ergebnis der Vermittlungen ist leider urkundlich nicht überliefert. Johann IV. von Bieberstein starb um 1441, denn am 21. Februar 1441 teilten seine Söhne Friedrich II. und Wenzel II. von Bieberstein das väterliche Erbe unter sich auf; Friedrich erhielt die Herrschaften Beeskow und Storkow, Wenzel die Herrschaften Sorau und Triebel. Friedrich II. starb am 27. August 1448, die Herrschaften Beeskow und Storkow fielen nun an seinen Bruder Wenzel, der somit den väterlichen Besitz wieder vereinigte.
Doch der neue Herzog von Pommern-Stettin Joachim der Jüngere wollte sich mit dem Verlust der Herrschaft Beeskow immer noch nicht abfinden. Im September 1448 belagerte er Beeskow, vermutlich erfolglos. Danach vermachte Wenzel die Herrschaften Beeskow und Storkow dem Fürsten Georg von Anhalt-Zerbst für den Fall, dass er ohne Erben stirbt., allerdings auf Widerruf. 1451 widerrief er tatsächlich diese Sukzession und trug sie dem brandenburgischen Markgraf Friedrich II. auf. Er wies Schlösser, Städte und Mannschaften der beiden Herrschaften an, dass sie nach seinem oder seinem männlichen Erben Tode nur dem brandenburgischen Kurfürsten zufallen sollten. Im Gegenzug erklärte Markgraf Friedrich II. gegenüber dem Wenzel von Bieberstein alle Ansprüche des inzwischen verstorbenen Herzogs Joachim von Pommern-Stettin und seiner Erben an Beeskow für null und nichtig. Er versprach auch, alle Schäden, die evtl. noch den Untertanen der Herrschaft Beeskow durch den Herzog von Pommern-Stettin bzw. dessen Erben zufügt würden, zu ersetzen. Die Städte Beeskow und Storkow leisteten Friedrich von Brandenburg die Eventualhuldigung. Dieser Vertrag wurde 1452 durch den böhmischen König Ladislaus und 1459 und 1462 durch den böhmischen König Georg von Podiebrad bestätigt.

### Beeskow und Storkow unter den sächsischen Kurfürsten
Doch die von Brandenburg erhoffte Sukzession kam nicht zustande, denn Wenzel II. von Bieberstein bekam doch noch einen männlichen Erben, Johann V. Nach dem Tod von Wenzel II. von Bieberstein 1472 übernahm sein Sohn Johann V. die Herrschaften Beeskow, Storkow und Sorau. Doch auch dieser Biebersteiner war in schweren Geldnöten, sodass er 1477 die Herrschaften Beeskow, Storkow und Sorau an die brüderlich gemeinsam regierenden Herzöge und Kurfürsten Ernst und Albrecht von Sachsen um 62.000 Rheinische Gulden verpfändete. Nur wenig später teilten die sächsischen Kurfürsten den Inhalt des Vertrages dem brandenburgischen Markgrafen Johann mit und baten ihn, alle feindseligen Angriffe auf Johann V. von Bieberstein zu vermeiden und zu verhindern. Der brandenburgische Markgraf erklärte, dass der Vertrag ungültig sei, da Johann V. von Bieberstein sich nur in brandenburgischen Schutz begeben dürfe. Der Vertrag wurde 1478 vom böhmischen König Matthias Corvinus bestätigt. Vorsichtshalber besetzt der königliche Feldhauptmann Jan Selny von Schonow Beeskow und Storkow. Im März 1479 huldigten Sorau, Beeskow und Storkow den beiden sächsischen Kurfürsten. 1490 starb die ältere Linie der Biebersteiner aus und die sächsischen Kurfürsten übernahmen nun die drei Herrschaften. Doch auch die Biebersteiner der jüngeren Linie Ulrich V., Friedrich III. und Matthias erhoben Ansprüche an das Erbe ihres Vetters Johann. Und auch König Vladislav II. stimmte der Übernahme der Biebersteinischen Besitzungen durch die sächsischen Kurfürsten nicht zu. 1497 erhielt Ulrich V. von König Vladislav II. die Herrschaften Beeskow und Storkow. Allerdings weigerten sich die sächsischen Fürsten die beiden Herrschaften zu räumen. 1501 sprach sich auch ein Gericht für die Rückgabe der Biebersteinischen Besitzungen an Ulrich V. aus. Es folgten weitere endlose Verhandlungen, die letztendlich 1511 dazu führten, dass Ulrich V. von Bieberstein 1512 die beiden Herrschaften zurückerhielt. Kursachsen verzichtete auf den Anspruch 1518, als die Herrschaften endlich an Bistum Lebus fielen. Die Herrschaft Sorau ging 1512 den sächsischen Fürsten auch verloren.

### Der Übergang an Brandenburg
Die endlosen Prozesse und auch Streitereien mit der Verwandtschaft veranlassten Ulrich V. von Bieberstein 1518 mit Einverständnis des Königs von Böhmen die Herrschaften Beeskow und Storkow um 45.000 Rheinische Gulden an den Bischof von Lebus Dietrich v. Bülow zu verpfänden. Das Bistum und deren Bischofssitz Fürstenwalde lagen unmittelbar nördlich der beiden Herrschaften. Die Bischöfe von Lebus, deren Bistum und auch deren Eigenbesitz (Hochstift Lebus) überwiegend in der Mark Brandenburg lagen, waren sehr eng mit den brandenburgischen Markgrafen verbunden. Die Verpfändung an den Lebuser Bischof war somit schon ein erster Schritt zum Anschluss der Herrschaft Beeskow (auch Storkow) an die Mark Brandenburg.
1551 starb die Familie der Biebersteiner im Mannesstamm aus, und deren böhmische Lehen fielen nun an den böhmischen König Ferdinand I. zurück. Er wollte die Pfandherrschaft der Bischöfe von Lebus auf die Herrschaften Beeskow und Storkow nicht verlängern. Die Verhandlungen darüber und die Feststellung von Ausgleichszahlungen für während der Pfandherrschaft geleistete Verbesserungen zogen sich hin. Auch ein angeblich geplanter Rückkauf des Pfandes seitens des kaiserlichen Rates Friedrich Freiherr von Redern scheiterte. 1556 starb Johann VIII., Bischof von Lebus. Der brandenburgische Kurfürst Joachim II. veranlasste nun das Lebuser Domkapitel, dass sein zehnjähriger Enkel Joachim Friedrich zum neuen Bischof von Lebus gewählt wurde. Die Vormundschaft über den noch unmündigen Bischof übernahm der Kurprinz Johann Georg, dessen erste größere Handlung als Vormund war, die Herrschaften Beeskow und Storkow seinem Onkel, Markgraf Johann von Küstrin für 45.000 rheinische Gulden zu verkaufen. In einer Quittung über 20.000 Gulden verpflichtete er sich, auch die Pfandverschreibung von 1518 auszuhändigen und die Einwilligung des Lehensherrns, des Königs von Böhmen einzuholen. Am 15. Februar 1556 wurden die beiden Herrschaften formell übergeben. Doch König Ferdinand verweigerte zunächst seine Zustimmung. Die Verlängerung des Pfandes um zunächst zehn Jahre seitens des König Ferdinand I. von Böhmen war erst durch eine weitere Zahlung von 85.587 Talern im Jahr 1557 zu erreichen. Eine weitere Zahlung von 20.000 Talern im Jahr 1558 verlängerte das Pfand auf „ewige Zeiten“. Ferdinand behielt sich jedoch klugerweise die Steuern und die Biergelder vor. Dieses Privileg war nämlich nur gegen eine Zahlung von weiteren 20.000 Talern zu erhalten. Außerdem erhielt Ferdinand noch ein zusätzliches Darlehen über 20.000 Taler, das nur im Falle der Auslösung der beiden Herrschaften zurückgefordert werden konnte. 1559 wird noch von einer Grenzberichtigung der beiden Herrschaften berichtet. Urkunden darüber liegen jedoch keine vor. 1571 starb Markgraf Johann von Küstrin und kurz danach auch Kurfürst Joachim II. Die beiden Teile der Markgrafschaft Brandenburg wurden unter Joachims Sohn Johann Georg wieder vereinigt, denn Johann von Küstrin war ohne männliche Erben gestorben. 1575 erreichte schließlich Johann Georg, dass Kaiser Maximilian II., in seiner Funktion als böhmischer König ihm die beiden Herrschaften als erbliches Lehen gab. Sie sollten jedoch im Falle des Aussterbens in männlicher Linie an die böhmische Krone zurückfallen, und ohne dass die Pfandsummen erstattet würden. Die förmliche Übergabe der beiden Herrschaften fand am 22. Februar 1576 statt. Die böhmische Oberlehensherrschaft blieb jedoch nominell bis 1742 bestehen.

## Die Herrschaft Beeskow und Storkow
Die Herrschaft Beeskow hatte über lange Zeit eine gemeinsame Geschichte mit der Herrschaft Storkow; die beiden Herrschaften wurden daher auch als Herrschaft Beeskow und Storkow bezeichnet. Allerdings kam es nie zur formellen Vereinigung der beiden Herrschaften, etwa durch Aufgabe des einen oder anderen Namens. Sie blieben getrennte Verwaltungseinheiten und blieben meist doch zusammen. Letztendlich ging daraus der Beeskow-Storkowische Kreis hervor, der in dieser Form bis 1816 Bestand hatte. Nach einer kurzen Episode, während der das Gebiet der ehemaligen Herrschaft Storkow mit dem Kreis Teltow zum Kreis Teltow-Storkow vereinigt war, das Gebiet der ehemaligen Herrschaft Beeskow an den Kreis Lübben angeschlossen war, wurde der Kreis Teltow-Storkow 1835 wieder aufgelöst und der Status quo ante wiederhergestellt. Der Kreis Beeskow-Storkow bestand in dieser Form bis 1950, als er in Kreis Fürstenwalde umbenannt und erhebliche Teile des Kreisgebietes abgeben musste. Dafür erhielt der neue Kreis die Stadt Fürstenwalde. Mit der Kreisreform von 1952 erhielt der Kreis Fürstenwalde einen völlig anderen Zuschnitt. Gleichzeitig wurde der Kreis Beeskow wieder dem Namen nach hergestellt, der im Kern auch wieder den alten Kreis Beeskow-Storkow umfasste. Jedoch veränderten sich die meisten Grenzen. Der Kreis Beeskow, von 1990 bis 1993 Landkreis Beeskow, ging bei der Kreisreform von 1993 im Land Brandenburg im Landkreis Oder-Spree auf.

## Amt Beeskow
Aus dem herrschaftlichen Besitz bzw. Hausbesitzungen der Biebersteiner in der Herrschaft Beeskow entstand wahrscheinlich schon unter den Biebersteinern das Amt Beeskow, das später unter den Bischöfen von Lebus und vor allem unter Johann von Küstrin vergrößert wurde. Auch im 18. Jahrhundert fanden noch Zukäufe statt. Das Amt Beeskow umfasste ein nicht zusammenhängendes Gebiet innerhalb der ehemaligen Herrschaft Beeskow. Einige Orte waren auch nur im Teilbesitz des Amtes. Das Amt Beeskow wurde 1872/4 aufgelöst.

## Amtshauptleute
- 1525: Christoph von der Zauche
- 1613–1625: Gebhard von Alvensleben